# Perth—Wellington—Waterloo
Pour les articles homonymes, voir Perth, Wellington (homonymie) et Waterloo (homonymie).
Perth—Wellington—Waterloo fut une circonscription électorale fédérale de l'Ontario, représentée de 1988 à 1997.
La circonscription de Perth—Wellington—Waterloo a été créée en 1987 avec des parties de Perth, Waterloo et Wellington—Dufferin—Simcoe. Abolie en 1996, elle fut redistribuée parmi Perth—Middlesex et Waterloo—Wellington.

## Géographie
En 1987, la circonscription de Perth—Wellington—Waterloo comprenait:
- Le comté de Perth
- Une partie de la municipalité de Waterloo
- Une partie du comté de Wellington
  - Le village de Drayton
  - Les cantons de Maryborough et de Peel

## Députés
1. 1988-1993 — A. H. Brightwell, PC
2. 1993-1997 — John Richardson, PLC

- PC = Parti progressiste-conservateur
- PLC = Parti libéral du Canada